# Hoshihananomia composita oshimae
Hoshihananomia composita oshimae es una subespecie de coleóptero de la familia Mordellidae.

## Distribución geográfica
Habita en Japón.